# Anthelephila cantabubei
Anthelephila cantabubei es una especie de coleóptero de la familia Anthicidae.

## Distribución geográfica
Habita en Camerún.